# نیرمال پورجا
نیرمال پورجا (انگلیسی: Nirmal Purja؛ زادهٔ ۱۹۸۴) کوهنورد اهل نپال و سرباز پیشین هنگ سلطنتی تفنگ‌داران گورخا و نیروی دریایی پادشاهی بریتانیا است. وی در سال ۲۰۱۹ طی برنامه جسورانه‌ای به نام پروژه ممکن ۱۴/۷ توانست در مدت کمتر از ۷ ماه (۶ ماه و ۶ روز) به همه ۱۴ قله هشت‌هزار متری دنیا صعود کند و رکورد پیشین که کمتر از ۸ سال بود را به مقدار بسیار زیادی کاهش دهد.
نیرمال پورجا در ماه مه ۲۰۱۹ توانست به ۶ قله هشت هزار متری (آناپورنا، دهالاگیری، کانگچنجونگا، لهوتسه، ماکالو و اورست) صعود کرده و نخستین مرحله از پروژه خود را با موفقیت به پایان رساند.
وی مرحله دوم پروژه خود را در ژوئن و ژوئیه ۲۰۱۹ با صعود قله‌های کی۲، نانگا پاربات، برود پیک، گاشربروم ۱ و گاشربروم ۲ در پاکستان کامل کرد و سرانجام در مرحله سوم و پایانی در سپتامبر ۲۰۱۹ کوه‌های ماناسلو در نپال، چو ایو و شیشاپانگما در تبت را صعود کند.
وی در ۹ ژوئن ۲۰۱۸ به دلیل فعالیت‌های درخشان خود در کوهنوردی، نشان امپراتوری بریتانیا (MBE) را از ملکه الیزابت دوم دریافت کرد.
نیرمال پورجا به همراه ۹ شرپای نپالی موفق شدند نخستین صعود زمستانی کی۲ را در ژانویه ۲۰۲۱ انجام دهند.

## صعودهای پروژه ممکن

### مرحله یکم
- آناپورنا (۸۰۹۱ متر، نپال، ۲۳ آوریل ۲۰۱۹، ساعت ۳ ب. ظ)
- دهالاگیری (۸۱۶۷ متر، نپال، ۱۲ مه ۲۰۱۹، ساعت ۶:۱۵ ب. ظ)
- کانگچنجونگا (۸۵۸۶ متر، نپال، ۱۵ مه ۲۰۱۹، ساعت ۱۱:۱۹ ق. ظ)
- کوه اورست (۸۸۴۸ متر، نپال، ۲۲ مه ۲۰۱۹، ساعت ۵:۳۰ ق. ظ)
- لهوتسه (۸۵۱۶ متر، نپال، ۲۲ مه ۲۰۱۹، ساعت ۳:۴۵ ب. ظ)
- ماکالو (۸۴۸۱ متر، نپال، ۲۴ مه ۲۰۱۹، ساعت ۶ ق. ظ)

نیرمال پورجا در مرحله نخست پروژه خود توانست ۵ قله آخر را فقط در ۱۲ روز صعود کند و در ۲۴ مه ۲۰۱۹ با صعود اورست، لهوتسه و ماکالو در ۲ روز و ۳۰ دقیقه، رکورد جهانی که پیش از آن نیز متعلق به خودش بود را بشکند.

### مرحله دوم
- نانگا پاربات (۸۱۲۵ متر، پاکستان، ۳ ژوئیه ۲۰۱۹)[۱]
- گاشربروم ۱ (۸۰۸۰ متر، پاکستان، ۱۵ ژوئیه ۲۰۱۹)[۲]
- گاشربروم ۲ (۸۰۳۵ متر، پاکستان، ۱۸ ژوئیه ۲۰۱۹)[۲]
- کی۲ (۸۶۱۴ متر، پاکستان، ۲۴ ژوئیه ۲۰۱۹)[۲]
- برود پیک (۸۰۵۱ متر، پاکستان، ۲۶ ژوئیه ۲۰۱۹)[۲][۳]

### مرحله سوم
- چو ایو (۸۱۸۸ متر، تبت، ۲۳ سپتامبر ۲۰۱۹)
- ماناسلو (۸۱۶۳ متر، نپال، ۲۷ سپتامبر ۲۰۱۹)
- شیشاپانگما (۸۰۲۷ متر، تبت، ۲۹ اکتبر ۲۰۱۹)

## صعود زمستانی کی۲
نیرمال پورجا به همراه ۹ شرپای نپالی موفق شدند در شرایط سخت زمستانی نخستین صعود زمستانی کی۲ را در ۱۶ ژانویه ۲۰۲۱ انجام دهند. تیم ۹ نفره او شامل گلجه شرپا، مینگما دیوید شرپا، مینگما جی، مینگما تنزی شرپا، پم چهیری شرپا، داوا تمبا شرپا، کیلی تمبا شرپا و داوا تنجینا شرپا به همراه سونا شرپا از شرکت سون سامیت ترکز توانستند در ساعت ۱۷ به وقت محلی پاکستان بر روی قله کی۲ بایستند. این نخستین صعود زمستانی موفق کی۲ پس از آغاز تلاش‌های متعدد برای فتح زمستانی این کوه از سال ۱۹۸۷ بود.